# Лонжо
Лонжо́ (фр. Longeault) — коммуна во Франции, находится в регионе Бургундия. Департамент коммуны — Кот-д’Ор. Входит в состав кантона Женли. Округ коммуны — Дижон.
Код INSEE коммуны — 21352.

## Население
Население коммуны на 2010 год составляло 587 человек.
| 1962 | 1968 | 1975 | 1982 | 1990 | 1999 | 2010 |
| ---- | ---- | ---- | ---- | ---- | ---- | ---- |
| 243  | 272  | 323  | 501  | 739  | 682  | 587  |

## Экономика
В 2010 году среди 415 человек трудоспособного возраста (15—64 лет) 317 были экономически активными, 98 — неактивными (показатель активности — 76,4 %, в 1999 году было 74,4 %). Из 317 активных жителей работали 288 человек (151 мужчина и 137 женщин), безработных было 29 (14 мужчин и 15 женщин). Среди 98 неактивных 21 человек были учениками или студентами, 53 — пенсионерами, 24 были неактивными по другим причинам.